# Spansk kappe
En spansk kappe var et strafferedskab der anvendtes bl.a. i Danmark, indtil 1770'erne hvor Johann Friedrich Struensee stoppede anvendelsen af det.
Den spanske kappe bestod af en tønde med et hul i bunden, stort nok til at lade et hoved passere. Redskabet anbragtes på personer, der havde givet anledning til offentlig uro, prostituerede kvinder og lignende. Straffen bestod i, at synderen enten førtes gennem byens gader (således f.eks. Rosiflengius i Ludvig Holbergs komedie Det lykkelige Skibbrud) eller anbragtes i kirketiden ved kirkedøren, som genstand for den ind- og udgående menigheds spot.
Forseelsens art fremgik af en på "Kappen" anbragt seddel. I København brændte det sidst kendte eksemplar af dette redskab af denne art ved byens brand 1795, og straffen var i Danmark allerede dengang for længst gået af brug.